# Poniglkapelle

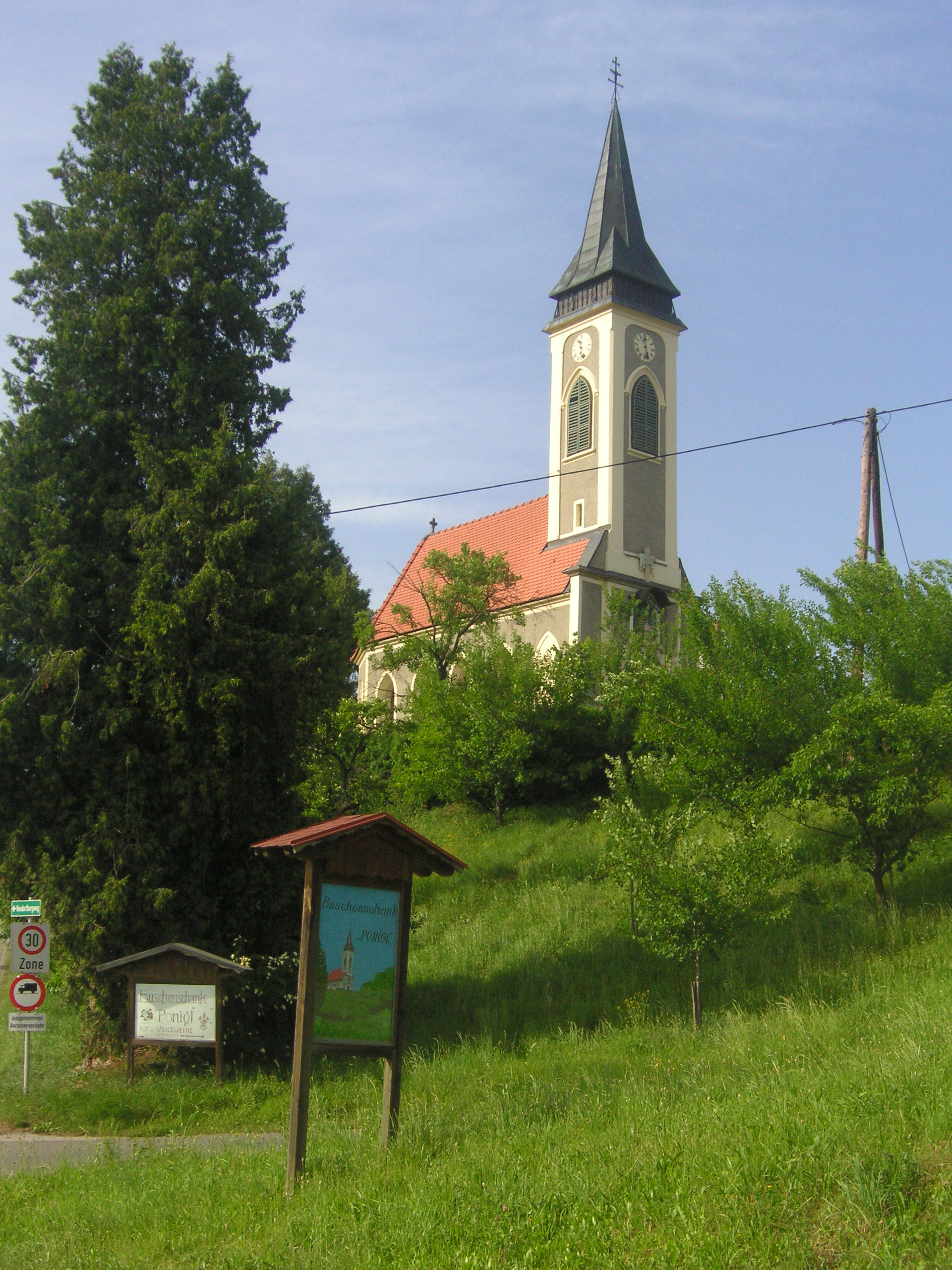
Die Poniglkapelle von der L336 aus gesehen (2010)

Die Poniglkapelle oder Rosenkranzkapelle ist eine Kapelle in der Ortschaft Rohrbach, Gemeinde Hitzendorf, Steiermark. Sie ist der heiligen Maria vom Siege geweiht.

## Gestaltung
Die Kapelle wurde nach Entwürfen von Ulrich Greiner, dem damaligen Kaplan von Sankt Bartholomä, im neogotischen Stil errichtet. Der Glockenturm ist mit zwei Glocken bestückt.

## Geschichte
An der Stelle der heutigen Kapelle befand sich früher ein Wegkreuz. Damit die dort Betenden vor dem Wetter geschützt sind, beschloss der damalige Besitzer des Wegkreuzes Mathias Stampler, mit Vulgonamen Ponigl, die Kapelle zu errichten. Diese wurde 1860 fertiggestellt. Sie konnte allerdings erst am 8. September 1861 geweiht werden, da der Altar noch nicht fertig war. 1862 wurde die Kapelle durch einen Glockenturm erweitert. Im Jahr 1867 verlieh ihr der damalige Fürstbischof von Seckau, Johann Baptist Zwerger die Messlizenz. Am 29. April 1868 wurde der Altarstein im Stift Rein geweiht und am 12. Mai desselben Jahres in einer Prozession von der St. Bartholomäer Pfarrkirche zur Poniglkapelle gebracht. Im Jahr 1913 wurde die Kapelle renoviert und anschließend erneut geweiht. Eine weitere Renovierung erfolgte im Jahr 1952.